# Chlapec s trnem
Chlapec s trnem je helénistická bronzová socha neznámého autora z 1. století před Kr. zobrazující chlapce vytahujícího si trn z chodidla. V současnosti se nachází v Palazzo dei Conservatori (Kapitolská muzea) v Římě s kopií v Galerii Uffizi ve Florencii. Původní socha je vysoká 73 cm (bez soklu).
Socha je nazývána Spinario nebo Fedelino (věrný). Vznikla k ní legenda o pastýři Mariovi, který doručil do Říma důležitou zprávu navzdory zraněné noze. Je zmiňována již ve středověkém spisu De mirabilibus urbis Romae. Papež Sixtus IV. sochu věnoval městu Římu. V roce 1798 ji Napoleon Bonaparte nechal odvézt do Louvru a v roce 1816 byla navrácena.
Kopie sochy vytvořili Pier Jacopo Alari Bonacolsi, Antonello Gagini nebo Hubert Le Sueur.

## Historie
Socha byla jednou z velmi mála římských bronzových soch, které nikdy nezmizely. Stála před Lateránským palácem, když ji v 60. letech 12. století spatřil navarrský rabín Benjamin z Tudely, který ji označil za Abšaloma, jenž byl „bez vady od chodidel až po temeno hlavy.“ Kolem roku 1200 ji zmínil anglický cestovatel Magister Gregorius, který ve svém díle De mirabilibus urbis Romae poznamenal, že je směšně považována za Priapa. Socha byla pravděpodobně jednou z těch, které papež Sixtus IV. v 70. letech 15. století přemístil do Palazzo dei Conservatori, i když tam není doložena až do let 1499–1500.
V rané renesanci se stala oslavovanou díky tomu, že šlo o jednu z prvních římských soch, které byly kopírovány. Existují bronzové zmenšeniny od Severa da Ravenna a Jacopa Buonaccolsiho (zvaného „L’Antico“ pro jeho vytříbené, klasicizující figury). Buonaccolsi vytvořil kopii pro Isabellu d’Este kolem roku 1501, která se dnes nachází v Galerii Estense v Modeně. Po tomto díle následovalo pendantní dílo (dnes nezvěstné), které možná zrcadlově obrátilo pózu. V roce 1500 vytvořil Antonello Gagini variantu v životní velikosti pro fontánu v Messině, což je pravděpodobně bronzová verze, která se dnes nachází v Metropolitním muzeu umění v New Yorku.

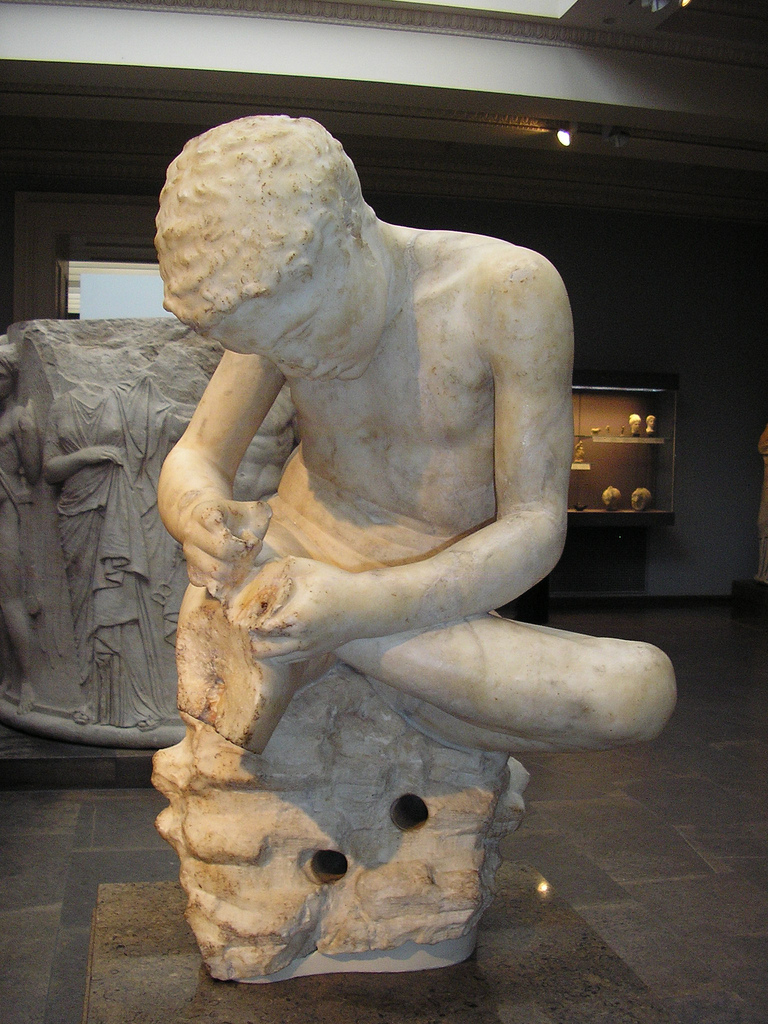
Římský mramor z let cca 25–50 n. l., kopie ztraceného helénistického originálu ze 3. století př. n. l. tohoto typu, pochází ze sbírky Castellani v Říme. Údajně byl nalezen na Esquilinu. Základ sochy je upraven jako skála s otvorem pro potrubí fontány. (Britské muzeum)

V 16. století byly bronzové kopie vhodnými velkolepými diplomatickými dary pro francouzského a španělského krále. František I. Francouzský obdržel verzi od Ippolita II. d’Este. Na výrobu této kopie dohlíželi Giovanni Fancelli a Jacopo Sansovino a samotnou transakci zařídil dvorní umělec Benvenuto Cellini. Socha je dnes uložena v Louvru. Filip II. Španělský obdržel kopii od kardinála Giovanniho Ricciho. V následujícím století nechal Karel I. Anglický zhotovit bronzového Spinaria od Huberta Le Sueura.